# Omar Ali Saifuddien III
Omar Ali Saifuddien III, né le 23 septembre 1914 à Bandar Brunei et mort le 7 septembre 1986, est le 28e sultan de Brunei. Il a régné du 4 juin 1950 au 4 octobre 1967.

## Biographie
Il succède à son frère ainé Ahmad Tajuddin, lui-même successeur de leur père Muhammad Jamalul Alam II. Il a cinq épouses et dix enfants, dont son fils ainé Hassanal Bolkiah Muizzaddin.
Pendant son règne, il travaille à élaborer une constitution pour le Brunei, instituée le 29 septembre 1959. Celle-ci permet au sultanat d'amorcer son indépendance à l'égard du Royaume-Uni. Omar Ali Saifuddien esquisse le désir de joindre son pays à la Malaisie, mais la révolte qui secoue le Brunei en 1962 l'en dissuade. En 1967, il abdique en faveur de Hassanal Bolkiah Muizzaddin.